# Pfarrkirche Klaus (Vorarlberg)

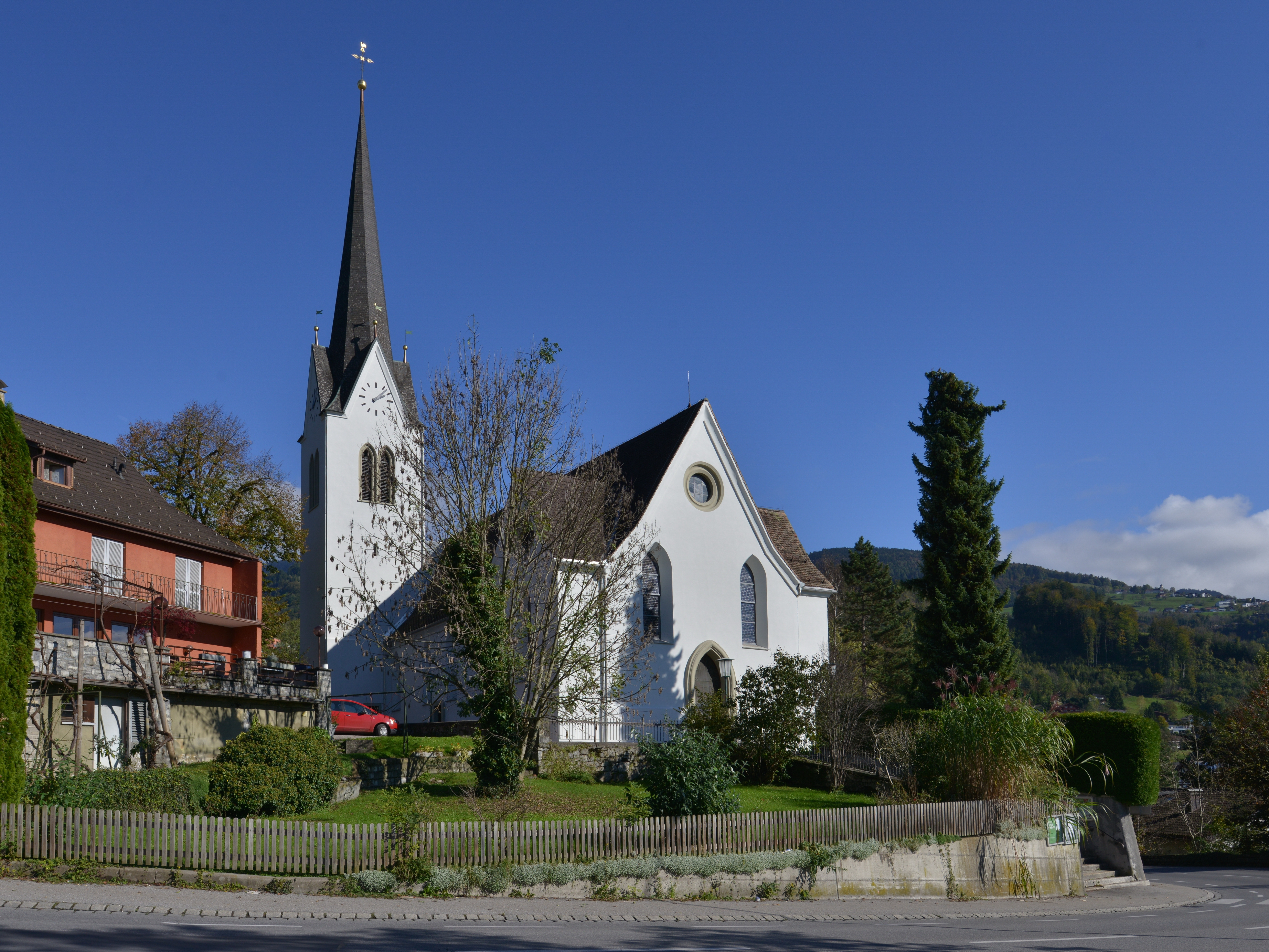
Kath. Pfarrkirche hl. Agnes in Klaus

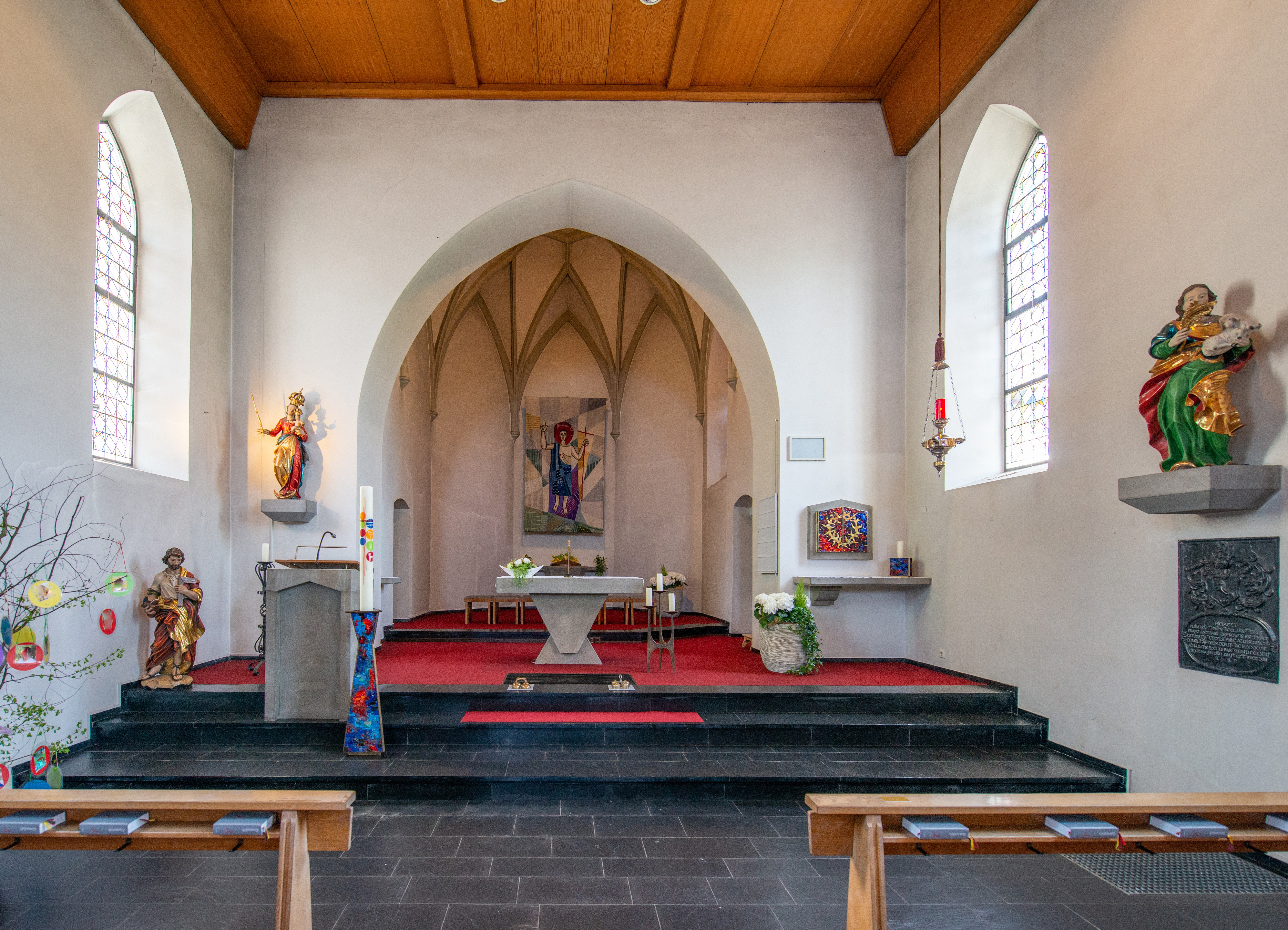
Hochaltar

Die römisch-katholische Pfarrkirche Klaus steht auf einer Anhöhe in der Gemeinde Klaus im Bezirk Feldkirch in Vorarlberg. Die auf die heilige Agnes geweihte Pfarrkirche gehört zum Dekanat Rankweil der Diözese Feldkirch. Die Kirche und der Friedhof stehen unter Denkmalschutz.

## Geschichte
Eine Kapelle wurde 1265 urkundlich genannt. Um 1500 wurde eine Kirche erbaut. 1840 wurde die Kirche erweitert und 1889 restauriert. 1896 wurde die Kirche verlängert und mit Querschiffen erweitert. 1970/1971 war eine Restaurierung.

## Architektur
An das neugotische Langhaus mit Spitzbogenfenstern schließt ein niedrigeres Querhaus in der geknickten Giebelfront an. Die Langhausgiebelfront hat ein Spitzbogenportal, zwei Spitzbogenfenstern und ein Kreisfenster im Giebelfeld, das Querhaus hat zwei geknickte Giebelfronten mit je zwei Spitzbogenfenstern und ein Vierpassfenster im Giebelfeld. Das Portal aus 1896 hat kupfergetriebene Portaltüren vom Bildhauer Willi Veith. Der eingezogene gotische Chor mit einem Dreiachtelschluss hat zwei Spitzbogenfenster mit Maßwerk. Der Nordturm am Chor hat gekoppelte Spitzbogenschallöffnungen und trägt einen Giebelspitzhelm. Südlich am Langhaus und Chor ist ein eingeschoßiger Sakristeianbau.
Das Langhaus hat eine flache Holzfelderdecke und seitlich je vier Spitzbogenfenster. Der eingezogene Chorbogen ist spitzbogig. Der erhöhte eingezogene zweijochige Chor schließt mit einem Dreiachtelschluss und hat ein Netzrippengewölbe mit einfach gekehlten Rippen auf Konsolen. Die Maßwerkglasfenster zeigen eine Glasmalerei mit der Signatur Joh. Rauch 70. Die Holzempore im Querschiff zeigt an der Brüstung Evangelistensymbole als Kerbschnitt vom Maler Konrad Honold.
Nördlich am Langhaus steht ein Kriegerdenkmal, geschaffen vom Bildhauer Albert Bechtold.

## Ausstattung
An der Chorstirnwand hängt ein Kruzifix vom Bildhauer Erasmus Kern um 1640. Volksaltar, Ambo und Taufstein schuf Deutschmann (1971). Den Tabernakel und die Osterleuchter mit Mosaik schuf Konrad Honold (1971).
Seit 1807 sind Reliquien des hl. Apronian in der Kirche.
Die Orgel aus 1797 baute Johann Adam Amann. Sie erhielt 1871 einen Pedalzubau und wurde 1971 von Orgelbau Rieger restauriert und erweitert. Eine Glocke nennt Franz Joseph Felix 1737.